# Saint-Michel (Hérault)
 Saint-Michel  (en occitano Sant Miquèl) es una población y comuna francesa, situada en la región de Occitania, departamento de Hérault, en el distrito de Lodève y cantón de Lodève.

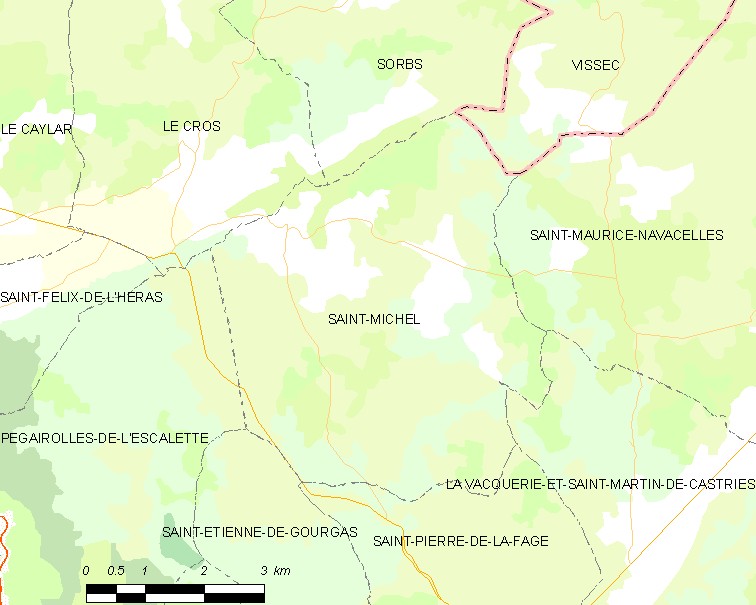
Mapa

## Demografía
| 86 | 72 | 50 | 43 | 35 | 44 | 46 |
| Para los censos de 1962 a 1999 la población legal corresponde a la población sin duplicidades (Fuente: INSEE [Consultar]) |    |    |    |    |    |    |